# Phosphoglucomutase 1

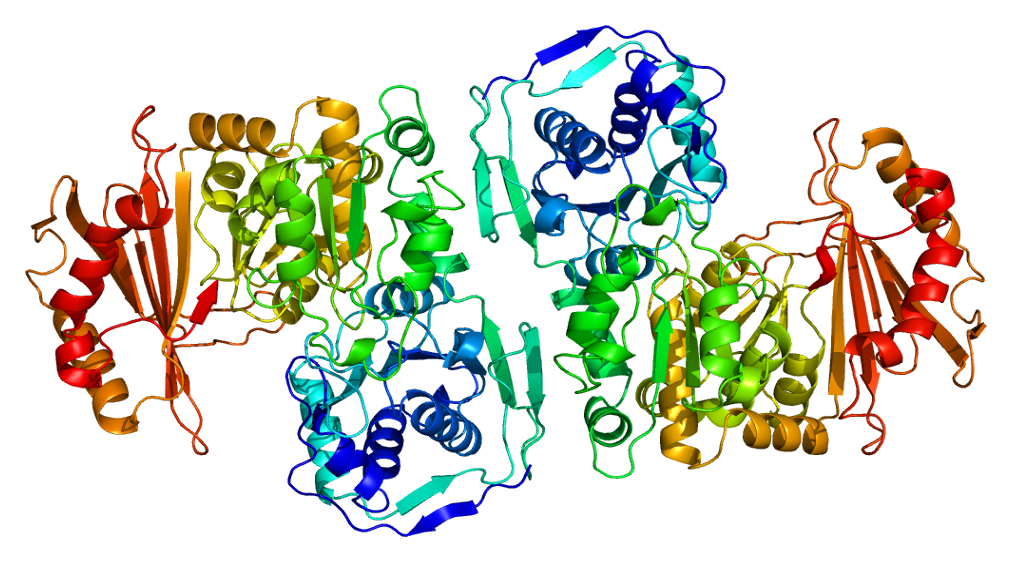

La phosphoglucomutase 1 est l'une des phosphoglucomutases, enzymes qui catalyse la réaction : glucose-1-phosphate → glucose-6-phosphate. Le gène correspondant est le PGM1.

## En médecine
Son déficit peut donner une glycogènose musculaire. La présentation est cependant très variable. Une luette bifide est présente chez trois quarts des patients. Il n'existe pas d'atteinte cérébrale. Une atteinte cardiaque peut survenir sous forme de cardiomyopathie dilatée. Le polymorphisme de l'atteinte pourrait être expliqué par une glycosylation altérée de plusieurs protéines. Une supplémentation en galactose pourrait améliorer cette glycosylation mais son efficacité clinique reste à démontrer.